# Hamdamšaltaneh Pahlaví
Hamdam Šaltaneh Pahlaví (22. února 1903 Teherán – 1. ledna 1978 Teherán) byla íránská princezna, prvorozený potomek a dcera Rezá Šáha Pahlaví a jeho ženy Maryam Savadkoohi.
Narodila se v únoru 1903 v Teheránu. Její matka zemřela, když jí byl pouhý rok. Provdala se za Hadi Atabaye a v roce 1925 se jí narodil první potomek Amir Rez Atabay. Později měla ještě další dvě děti, Cyruse a Simina.
Její syn Amir Reza se oženil s Mahine Amir Mokri s níž měl syna, Razu Atabaye.